# Associazione dei geografi italiani
l'Associazione dei Geografi Italiani (AGeI) è un'associazione scientifica sorta il 24 giugno 1978 dalla trasformazione del Comitato dei Geografi Italiani (CoGeI).

## Storia
Il Co.Ge.I. venne fondato nel 1967 come organismo che riuniva tutti i professori ordinari universitari di discipline geografiche insieme a dieci rappresentanti eletti fra i liberi docenti e dieci cultori della materia. L'intenzione principale del Comitato era quella di coordinare la ricerca scientifica delle discipline geografiche.
L'assemblea generale del comitato, riunitasi a Roma il 5 novembre 1977, approvò la proposta della giunta di trasformarsi in A.Ge.I.
Il 15 settembre 1978 si insediò il comitato direttivo dell'AGeI (Associazione dei Geografi Italiani), che riunisce tutti gli studiosi di geografia nel campo dell'Università e della ricerca.
La sede fu stabilita a Roma. Attualmente lo Statuto prevede che la sede sia quella del Presidente pro-tempore.
L'attuale Presidente è Elena dell'Agnese, docente presso l'Università degli Studi di Milano-Bicocca.

## Struttura, attività e finalità
La principale attività dell'Associazione consiste nello stimolare la ricerca all'interno delle discipline geografiche attraverso specifici programmi di studio. Per questo si occupa del coordinamento della partecipazione scientifica italiana alle attività dei congressi internazionali.
Fra le attività più importanti messe in risalto nello statuto dell'Associazione, vi è la promozione di giornate della geografia, convegni di studio nazionali e internazionali, e delle escursioni geografiche interuniversitarie utili alla preparazione dei giovani studiosi.
Inoltre l'A.Ge.I. stimola la considerazione e lo sviluppo della geografia come materia di studio nelle Scuole di ogni ordine e grado. «L’A.Ge.I. mantiene i rapporti con il MIUR, la CRUI, il CUN per la ridefinizione delle declaratorie ai fini concorsuali; esprime pareri circa la ridefinizione dei SSD (Settori Scientifico Disciplinari); fornisce indicazioni alle amministrazioni pubbliche circa i requisiti formativi necessari per accedere a selezioni e concorsi per posti di archivista nel settore pubblico».
Il comitato direttivo è composto da 15 membri eletti tra i soci, resta in carica quattro anni ed è convocato per un minimo di tre volte all'anno.
I componenti sono rieleggibili. Il Comitato Direttivo elegge tra i suoi membri, con voto segreto, il Presidente, due Vice-presidenti, un Segretario e un Tesoriere, che non possono restare nella stessa carica per più di due mandati, se consecutivi.

## Gruppi di lavoro
L'associazione promuove una serie di collaborazioni scientifiche e di ricerche in tutte le principali università italiane. I gruppi di lavoro auto-gestiscono e aggiornano una propria pagina nel sito sociale.

## Rivista ufficiale e pubblicazioni
La rivista ufficiale dell'A.Ge.I. è Geotema, inserita dall'Anvur tra le riviste di classe A per il settore concorsuale 11/B1.
Varie sono inoltre le pubblicazioni a carattere scientifico, dagli atti dei convegni a lavori di ricerca sui temi di interesse dei gruppi di lavoro.

## Presidenti
Presidenti dell'AGeI:
- Giacomo Corna Pellegrini (1978-1981)
- Mario Pinna (1981-1982)
- Adalberto Vallega (1982-1984)
- Berardo Cori (1984-1987)
- Marcello Zunica (1987-1990)
- Alberto Di Blasi (1990-1997, 2001-2009)
- Luciano Lago (1997-2001)
- Franco Farinelli (2009-2017)
- Andrea Riggio (2017-2021)
- Elena dell'Agnese (2021-in carica)